# Trichocerca platessa
Trichocerca platessa är en hjuldjursart som beskrevs av Myers 1934. Trichocerca platessa ingår i släktet Trichocerca och familjen Trichocercidae. Inga underarter finns listade i Catalogue of Life.